# 72e régiment d'infanterie (France)
Pour les articles homonymes, voir 72e régiment.
Le 72e régiment d'infanterie (72e RI) est un régiment d'infanterie de l'Armée de terre française créé sous la Révolution à partir du régiment de Vexin, un régiment français d'Ancien Régime.

## Création et différentes dénominations
- 10 décembre 1762 : prend le titre de régiment de Vexin
- 1er janvier 1791 : devient le 72e régiment d'infanterie de ligne
- 1794 : transformé en 72e demi-brigade de bataille, à partir des unités suivantes :
  - 2e bataillon du 36e régiment d’infanterie de ligne
  - 6e bataillon de volontaires du Jura
  - 2e bataillon de volontaires de la Gironde
- 1796 : 72e demi-brigade d’infanterie de ligne, à partir des unités suivantes :
  - 99e demi-brigade de bataille (2e bataillon de volontaires de Seine-et-Marne, 3e bataillon de volontaires de l'Ain et 10e bis bataillon de volontaires de la Côte-d'Or)
- 1803 : 72e régiment d’infanterie de ligne
- 1815 : Dissous.
- 1840 : 72e régiment d’infanterie de ligne.
- 1882 : 72e régiment d’infanterie
- 1914 : Donne naissance au 272e régiment d’infanterie
- 1923 : Dissous (traditions gardées par le 51e RI).
- 1939 : 72e régiment d’infanterie.
- 1940 : Dissous.

## Colonels/chefs de brigade
- 1791 : Jean-Baptiste Chauvet d'Allons - colonel
- 1792 : Jean Thévet de Lessert - colonel (*)
- 1792 : Jean-François de Bar - colonel (*)
- 1794 : Jacques Darnaud - chef-de-brigade (*)
- 1796 : Mercier - Chef-de-Brigade
- 1800 : Florentin Ficatier - chef-de-brigade puis colonel en 1803 (*)
- 1808 : Michel Pascal Lafitte - colonel (*)
- 1813 : Pierre Barthelemy - colonel
- 1815 : Frederic-Armand Thibault - colonel
- 1883 : Hippolyte Madelor - colonel (devenu par la suite général de division)

(*) Ces cinq officiers sont devenus par la suite généraux de brigade.
Colonels tués et blessés pendant qu'il commandait le 30e régiment d'infanterie de ligne pendant cette période:
- Colonel Ficatier: blessé le 14 juin 1807
- Colonel Lafitte: blessé le 17 août 1812

- 1861 : Louis Henri Bartel[1]
- 1887-1892 : Colonel Manson
- 1906-1911 : colonel Claret de la Touche.
- 1914 : Colonel Toulorge.
- 1914-1915 : Colonel Monterou.
- 1915-1916 : Lieutenant-Colonel Pierre-Paul Bonnet.
- 1916-1917 : Lieutenant-Colonel Anvergnon.
- 1917 : Lieutenant-Colonel Arulin.
- 1917-1919 : Lieutenant-Colonel Mignon.
- 1939 : Lieutenant-Colonel Sendrane.

## Historique des garnisons, combats et batailles

### Ancien Régime
- 1779-1782 : sert aux Antilles pendant la Guerre d'indépendance américaine

### Révolution française et Premier Empire

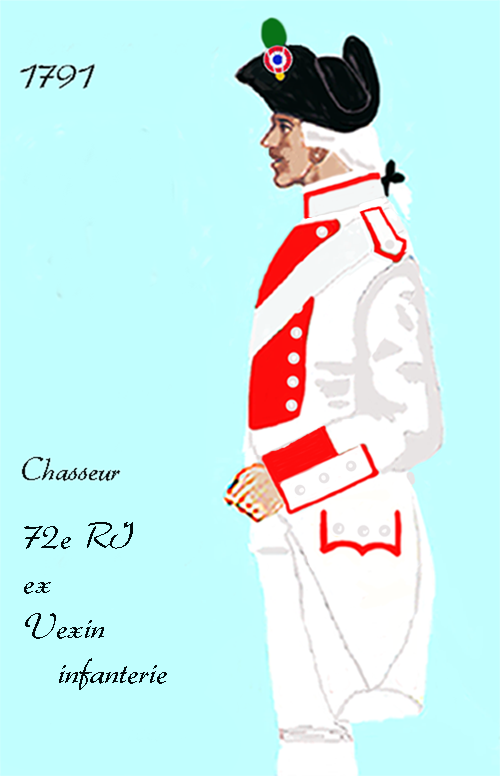
72e régiment d’infanterie de ligne de 1791 à 1792
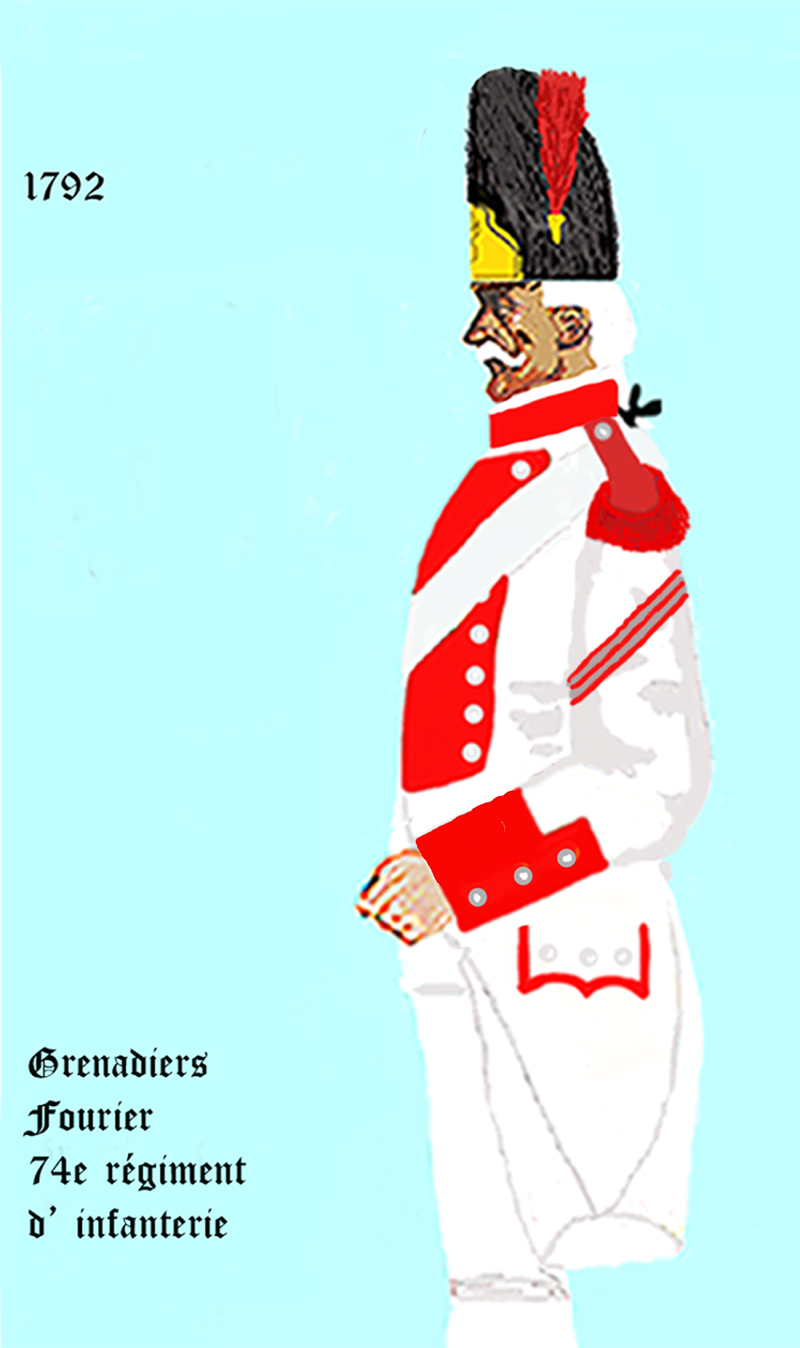
Grenadier du 72e régiment d’infanterie de ligne de 1792 à 1796
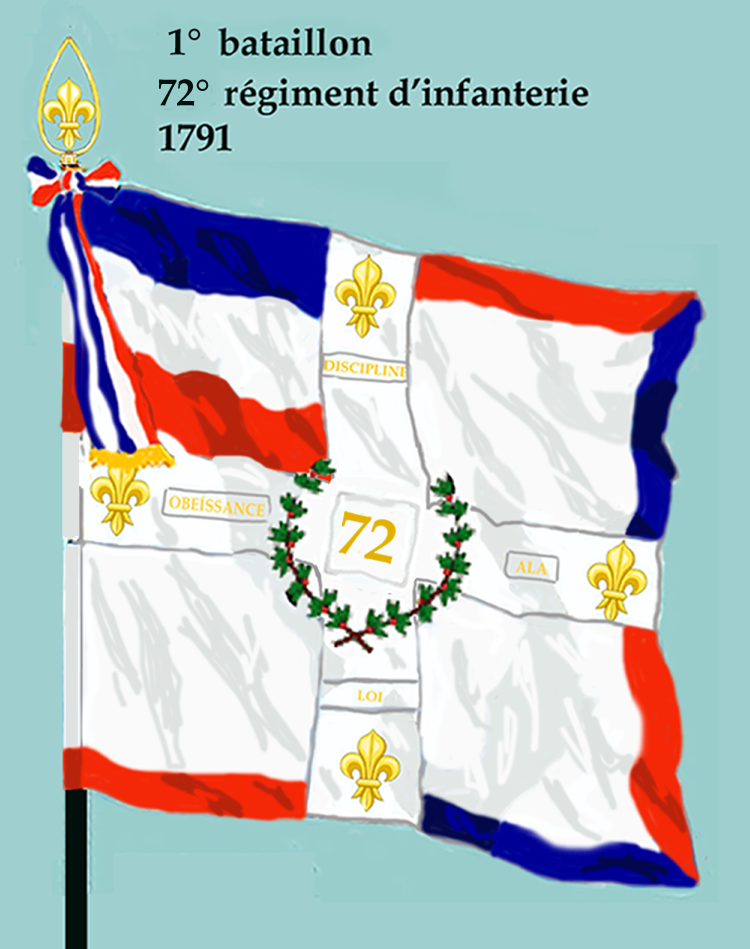
Drapeau du 1er bataillon du 72e régiment d'infanterie de ligne de 1791 à 1793
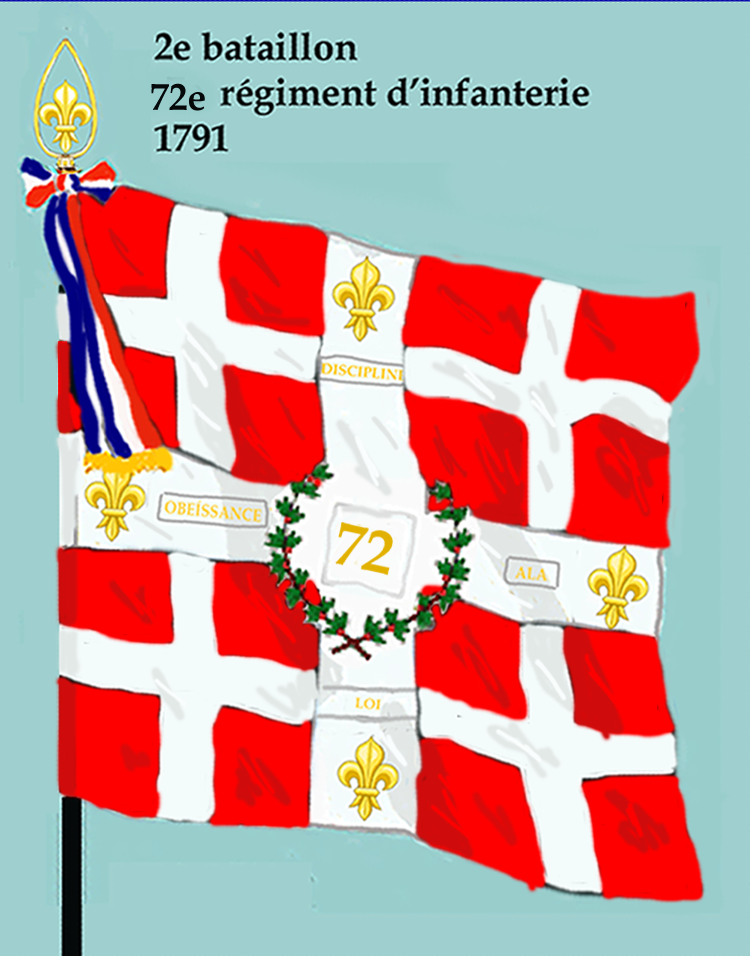
Drapeau du 2e bataillon du 72e régiment d'infanterie de ligne de 1791 à 1793

- 1790 : assure la garnison du fort Saint-Nicolas de Marseille
- 1792 : Sospello, Bataille de Jemappes
- 1793 : Aldudes
- 1794 : Holland
- 1799 : Zyper-Sluis, et Bergen
- 1800 : Turbigo, Montebello, et Marengo. (À Marengo Bonaparte conduit en personne la 72e demi-brigade).
- 1807 : Friedland
- 1809 : Teugen-Hausen, Eckmuhl, Essling et Wagram
- 1812 : Smolensk, Valoutina-Gora, La Moskowa, Krasnoe, et la Berezina
- 1813 : Lubnitz, Kulm, et Leipzig
- 1814 : Louvain, La Rothière, Montereau, et Paris
- 1815 : Ligny et Waterloo

Officiers tués et blessés pendant qu'il servait dans le 72e régiment d'infanterie entre 1804-1815 :
- Officiers tués : 39
- Officiers morts des suites de leurs blessures : 26
- Officiers blessés : 181

### Second Empire
« Dans cette journée qui restera inscrite dans les annales du Corps, le 72e perdit 25 officiers et 626 sous-officiers et soldats. » Colonel Castex, 1859.[Quoi ?]
1852-1859 : Algérie
1859 : Campagne d'Italie, Bataille de Solférino
Durant la guerre de 1870 le régiment combat à Sedan

### 1872 à 1914
Le 3 octobre 1871, le 72e de marche, formé en décembre 1870 et engagé dans la campagne de 1871 à l'intérieur, fusionne dans le 72e régiment d'infanterie de ligne.

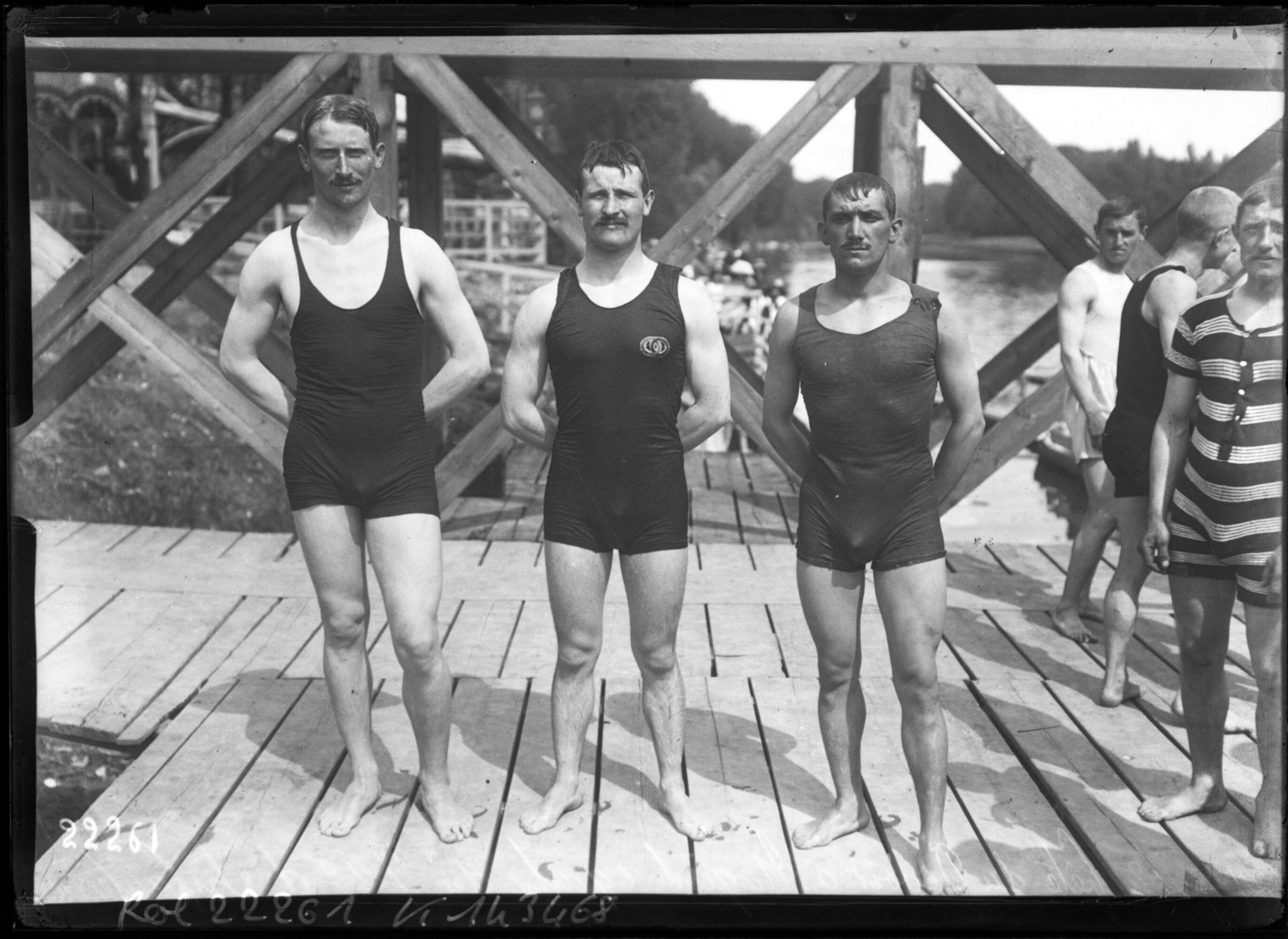
Équipe de nageurs du lors d'une compétition militaire à Nogent-sur-Marne en 1912.

Lors de la réorganisation des corps d'infanterie de 1887, le 2e bataillon forme le 146e régiment d'infanterie.

### Première Guerre mondiale
AffectationsCasernement Amiens, Péronne ; 5e brigade d’infanterie; 3e division d’infanterie; 2e corps d’armée.
- 3e division d’infanterie d'août 1914 à juin 1915
- 125e division d’infanterie de juin 1915 à décembre 1916
- 87e division d’infanterie d'avril 1917 à novembre 1918

Batailles et combats

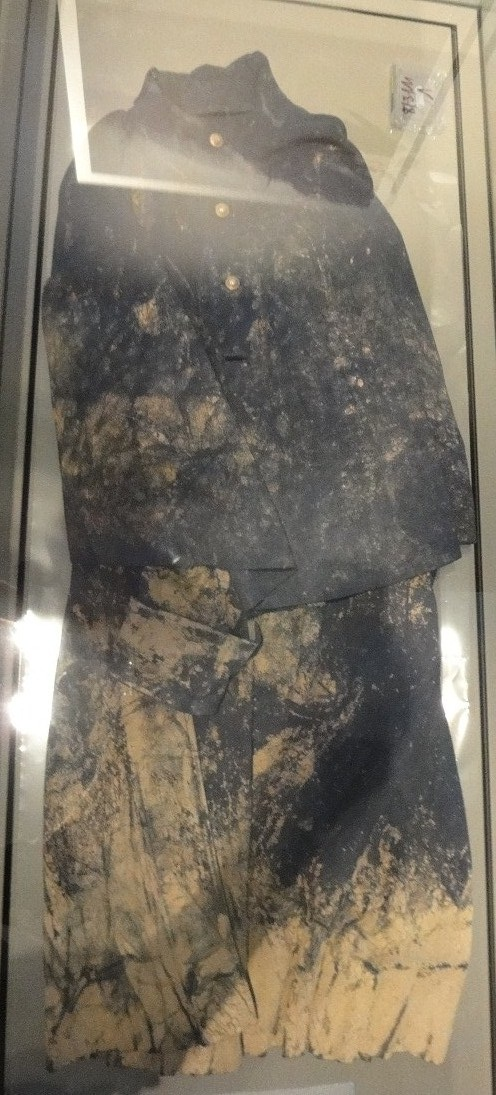
Un uniforme du exposé à l'Hôtel des Invalides. La terre des tranchées est restée en l'état, l'uniforme appartenait à Henri Castaldi, mort au combat en 1915.

- août 1914 : Belgique (Combats de Virton et Cesse)
- septembre 1914 : La Marne (Combats de Maurupt)
- 1915 : Champagne (Combats de Le Mesnil-lès-Hurlus)

" S'est couvert de gloire dans les attaques du Mesnil." Citation, 1915.
Les Eparges (Combats à Riaville, de la crête de Montgirmont)
- 1916 : Argonne, Bataille de la Somme à Bouchavesnes
- juin 1917 : Chemin des Dames.
- 1918 : deuxième bataille de la Marne. Offensive de l'Aisne (août 1918). Armistice.

### Seconde Guerre mondiale
Formé le 6 septembre 1939 sous les ordres du Lieutenant-Colonel Sendrane. il est rattaché à la 4e DI. Le 72e R.I combat à Denain et Lourches en mai 1940 sur le front de l'Escaut face à la 8e ID allemande. Il est dissous en 1940 et ne sera jamais recréé
- 1940 : 25 au 30 mai 1940 Poche de Lille

Régiment dissous en 1940.

## Drapeau
Les noms des batailles s'inscrivent en lettres d'or sur le drapeau :
- Marengo 1800
- Wagram 1809
- Moskowa 1812
- Solférino 1859
- Bouchavesnes 1916
- Forêt de Retz 1918

## Décorations
Sa cravate est décorée de la Croix de guerre 1914-1918  avec une palme (une citation à l'ordre de l'Armée) puis de la Médaille d'or de la Ville de Milan .

## Personnalités ayant servi au régiment
- Jean-Marie Aberjoux alors sous-lieutenant dans la 72e demi-brigade de première formation
- Marc André né à Dijon le 24 octobre 1893, sergent au 72e RI, écrivain, tué le 28 juin 1917 aux Chemin des Dames à Cerny.
- Pierre Quentin Bauchart (écrivain) Ancien conseiller municipal de la Ville de Paris et conseil Général de la Seine. Tué à Bouchavesnes (80) le 8 octobre 1916. Capitaine au 72e RI.
- Georges Beaugrand (1893-1981), député de la Seine et homme politique. Soldat 1re classe au 72e RI, fait prisonnier au cours de la bataille de la Marne, le 6 septembre 1914 à Le Buisson. Il réussit à s'échapper et fut décoré de la Croix de guerre et de la Médaille des évadés.
- Pierre Berthezène en tant que chef de bataillon.
- Antoine Bianconi né à Digne le 23 juillet 1882, sous lieutenant au 72e RI, écrivain, tué à Le Mesnil-les-Hurlus le 5 mars 1915.
- Marc Bloch (historien et écrivain) né le 6 juillet 1886 à Lyon (Rhône) et fusillé par les Allemands le 16 juin 1944 à Saint-Didier-de-Formans (Ain). Il a notamment participé aux combats menés en Argonne par le régiment entre juin 1915 et juillet 1916[7]
- Albert Cassagne (1869-1916), professeur et homme de lettres, y fait son service militaire de 1890 à 1891. Son nom est inscrit au Panthéon parmi les 560 écrivains morts au combat pendant la Première Guerre mondiale.
- Léopold Davout
- Émile Engel, cycliste, sera mobilisé en tant que caporal au 72e RI et tué à l'ennemi à Maurupt le 10 septembre 1914[8]
- Maurice Esmein (1888-1918) Connu comme artiste peintre cubiste ami de BRAQUE et de PICASSO, neveu du peintre Julien LE BLANT. Médecin auxiliaire au 72e RI tué au cours des combats au Mont sans nom le 4 février 1918.
- Paul Flatters, né le 16 septembre 1832 à Paris et mort le 16 février 1881 à Bir el-Garama dans le Sahara, lieutenant-colonel au 72e RI.
- René de Hesdin (1890-1966) Lieutenant et Capitaine au 72e RI futur Général d'Armée trois étoiles, 6 citations, Grand Officier de la Légion d'Honneur, décédé d'un accident de voiture le 7 juillet 1966.
- Berthold Mahn (1881-1975), peintre, lithographe et illustrateur, appelé au 72e RI d'Amiens en 1902.
- Joseph de Marcé des Louppes (1881-1951), conseiller général, et maire de Pontchâteau, docteur en droit.
- Edmond Pierre Jean Claire Barthélémy Rode (1816-1883) alors chef de bataillon
- Jean Antoine Stanislas Pascal de Trannoy, lieutenant dans la 72e demi-brigade nommé capitaine le 9 messidor an VI (27 juin 1798). Sous Charles X, il devint colonel puis baron. Après avoir été commandant provisoire de la Place d'Arras, il occupa une place importante à Rambouillet. Chevalier de l'ordre de Saint-Louis, etc.
- Eugène Trickri né le 11 février 1891, à Paris 9e. Profession boxeur professionnel. Soldat au 72e RI tué le 13 juillet 1915 à Bois Bolante (Argonne)

## Sources et bibliographie
- Recueil d'Historiques de l'Infanterie Française, Général Andolenko, Eurimprim 1969.
- Historique du 72e régiment d'infanterie pendant la campagne 1914-1918, Paris, H. Charles-Lavauzelle, 1919, 187 p., lire en ligne sur Gallica.
- Victor Belhomme, Histoire de l'infanterie en France, t. 5, Henri Charles-Lavauzelle, 1902 (lire en ligne).
- Historique du 72e régiment d'infanterie de ligne